# Ali e radici (Eros Ramazzotti)
Ali e radici è l'undicesimo album di inediti del cantautore italiano Eros Ramazzotti, pubblicato il 22 maggio 2009.
È stato anticipato dal brano Parla con me, trasmesso in radio a scopo promozionale. In totale ha venduto circa un milione di copie nel mondo. ed è stato il terzo più venduto nel 2009 in Italia.

## Descrizione
L'album, pubblicato a 4 anni di distanza dall'ultimo disco di inediti Calma apparente (2005) e a 2 anni dalla raccolta e² (2007), è un disco composto da 11 nuove canzoni, tra le quali non figura alcun duetto.
Alcune canzoni del disco affrontano il tema dell'amore, come Bucaneve, L'orizzonte e Controvento.
Tuttavia Ali e radici, a differenza dei precedenti lavori di Ramazzotti, dedica all'amore solo uno spazio minoritario: il cantautore, come da lui stesso dichiarato, ha voluto concentrarsi soprattutto sulle tematiche sociali, sull'amicizia e sull'ambiente.
In particolare, il singolo di lancio del disco, Parla con me, affronta lo stesso tema del brano che lo rese celebre, Terra promessa. Ramazzotti ha affermato che il brano, indirizzato alle nuove generazioni, è uno stimolo ad aprirsi, un incitamento a non tenersi tutto dentro e a non abusare delle nuove tecnologie, che a giudizio del cantautore possono raffreddare i rapporti interpersonali. Parla con me è perciò un tentativo di aprire un dialogo che possa aiutare i giovani di oggi a ritrovare l'orientamento e a superare il disagio dovuto ad una realtà che appare senza futuro e nella quale è difficile individuare degli ideali in cui credere.
Il brano Nessuno escluso è una riflessione di fronte a una realtà diversa da quella che ognuno desidera e un invito rivolto a tutti, affinché ciascuno si assuma almeno una parte della colpa. In Non possiamo chiudere gli occhi Ramazzotti analizza la realtà che ci circonda: in un'intervista il cantautore ha paragonato il suo ruolo in questo brano a quello di un pittore che coglie tutte le sfumature della realtà. Inoltre il brano è un invito a non ignorare la violenza che colpisce l'ambiente, le donne e i bambini, un monito affinché si intervenga di fronte ai problemi della nostra società.
L'amicizia è il tema sul quale si basa Affetti personali, mentre la vita è al centro delle due tracce Appunti e note, brano in cui il tema viene affrontato usando come metafora la professione di cantautore, e Il cammino, canzone ispirata ad un aforisma di Pablo Neruda, che vuole spingere l'ascoltatore a non arrendersi di fronte alle difficoltà incontrate.
Le musiche, definite da alcuni critici secondarie rispetto ai testi, variano dalle ballate romantiche all'elettro-rock di Non possiamo chiudere gli occhi, passando attraverso il rock sinfonico di Bucaneve e l'orchestrale Nessuno escluso. Nonostante queste influenze, l'album rimane nelle musiche un tipico disco di Eros Ramazzotti.

## Tracce

### Edizione in italiano
Il disco è costituito da 11 tracce,
alle quali si aggiunge la bonus track Linda e il mare, disponibile solamente nella versione del disco scaricabile tramite iTunes.
1. Appunti e note – 3:54 (Adelio Cogliati, Claudio Guidetti, Eros Ramazzotti)
2. Il cammino – 3:46 (Adelio Cogliati, Claudio Guidetti, Eros Ramazzotti)
3. Parla con me – 3:59 (Adelio Cogliati, Claudio Guidetti, Eros Ramazzotti)
4. L'orizzonte – 3:46 (Adelio Cogliati, Claudio Guidetti, Eros Ramazzotti)
5. Affetti personali – 3:30 (Adelio Cogliati, Claudio Guidetti, Eros Ramazzotti)
6. Controvento – 3:46 (Adelio Cogliati, Claudio Guidetti, Eros Ramazzotti)
7. Ali e radici – 4:18 (Adelio Cogliati, Claudio Guidetti, Eros Ramazzotti, Maurizio Fabrizio)
8. Bucaneve – 4:10 (Adelio Cogliati, Claudio Guidetti, Eros Ramazzotti)
9. Nessuno escluso – 3:45 (Luca Chiaravalli, Adelio Cogliati, Eros Ramazzotti, Simone Bertolotti)
10. Non possiamo chiudere gli occhi – 3:50 (Adelio Cogliati, Claudio Guidetti, Eros Ramazzotti)
11. Come gioielli – 3:52 (Adelio Cogliati, Claudio Guidetti, Eros Ramazzotti)

Traccia bonus nella versione iTunes
1. Linda e il mare – 4:01 (Adelio Cogliati, Claudio Guidetti, Eros Ramazzotti)

### Edizione in spagnolo
L'album viene pubblicato anche in lingua spagnola, con il titolo Alas y raíces. Gli adattamenti dei testi sono tutti a cura di Mila Ortiz.
1. Apuntes y notas – 3:54 (Adelio Cogliati, Claudio Guidetti, Eros Ramazzotti)
2. El camino – 3:46 (Adelio Cogliati, Claudio Guidetti, Eros Ramazzotti)
3. Dímelo a mí – 3:59 (Adelio Cogliati, Claudio Guidetti, Eros Ramazzotti)
4. El horizonte – 3:46 (Adelio Cogliati, Claudio Guidetti, Eros Ramazzotti)
5. Afectos personales – 3:30 (Adelio Cogliati, Claudio Guidetti, Eros Ramazzotti)
6. Contra el viento – 3:46 (Adelio Cogliati, Claudio Guidetti, Eros Ramazzotti)
7. Alas y raíces – 4:18 (Adelio Cogliati, Claudio Guidetti, Eros Ramazzotti, Maurizio Fabrizio)
8. Flor inesperada – 4:10 (Adelio Cogliati, Claudio Guidetti, Eros Ramazzotti)
9. Nosotros incluidos – 3:45 (Luca Chiaravalli, Adelio Cogliati, Eros Ramazzotti, Simone Bertolotti)
10. No podemos cerrar los ojos – 3:50 (Adelio Cogliati, Claudio Guidetti, Eros Ramazzotti)
11. Como un tesoro – 3:52 (Adelio Cogliati, Claudio Guidetti, Eros Ramazzotti)

Durata totale: 42:36
Bonus track disponibile solo su iTunes
1. Linda y el mar – 4:01 (Adelio Cogliati, Claudio Guidetti, Eros Ramazzotti)

## Classifiche
L'album ha ottenuto un ottimo successo commerciale, arrivando alla prima posizione in Italia per 6 settimane rimanendo in classifica 72 settimane, in Svizzera per 4 settimane rimanendo in classifica 30 settimane, in Argentina, Croazia e Grecia e raggiungendo la Top 10 in molti altri Paesi europei rimanendo in classifica in Vallonia 27 settimane, in Francia e Paesi Bassi 23, nelle Fiandre 21 e in Germania 17. In Italia l'album ha raggiunto il triplo disco di platino, equivalente a 210 000 copie, grazie alle sole prenotazioni, ed è stato poi certificato quadruplo disco di platino dalla Federazione Industria Musicale Italiana. In Italia ha venduto circa 350 000 copie.
In seguito l'album ha raggiunto il milione di copie vendute a livello mondiale.
| Classifica (2009)                        | Posizione massima |
| ---------------------------------------- | ----------------- |
| Argentina                                | 1                 |
| Austria                                  | 2                 |
| Belgio (Fiandre)                         | 6                 |
| Belgio (Vallonia)                        | 3                 |
| Croazia                                  | 1                 |
| Danimarca                                | 4                 |
| Paesi Bassi                              | 2                 |
| Europa                                   | 3                 |
| Finlandia                                | 13                |
| Francia                                  | 5                 |
| Germania                                 | 4                 |
| Grecia                                   | 1                 |
| Ungheria                                 | 2                 |
| Italia                                   | 1                 |
| Messico                                  | 17                |
| Polonia                                  | 38                |
| Repubblica Ceca                          | 5                 |
| Russia                                   | 15                |
| Slovenia                                 | 2                 |
| Spagna                                   | 2                 |
| Svezia                                   | 2                 |
| Svizzera                                 | 1                 |
| Stati Uniti (Billboard Latin Pop Albums) | 13                |
| Stati Uniti (Billboard Top Latin Albums) | 52                |

### Classifiche di fine anno
| Classifica (2009) | Posizione |
| ----------------- | --------- |
| Austria           | 48        |
| Belgio (Fiandre)  | 65        |
| Belgio (Vallonia) | 35        |
| Europa            | 43        |
| Francia           | 108       |
| Germania          | 87        |
| Italia            | 3         |
| Paesi Bassi       | 47        |
| Svezia            | 62        |
| Svizzera          | 8         |
| Classifica (2010) | Posizione |
| Italia            | 49        |

## Formazione
- Eros Ramazzotti - voce, cori, chitarra elettrica, mandolino
- Claudio Guidetti - chitarra acustica, chitarra elettrica, cori, chitarra a 12 corde e chitarra baritona, basso, organo Hammond e pianoforte
- Christian "Noochie" Rigano - tastiera, programmazione, pianoforte, sintetizzatore e Fender Rhodes
- Davide Tagliapietra - chitarra acustica ed elettrica, cori, programmazione, basso
- Michael Landau - chitarra elettrica e slide guitar
- Paolo Costa, Pino Saracini, Tony Franklin - basso
- Vinnie Colaiuta, Abe Laboriel Jr. - batteria
- Michele Canova Iorfida - sintetizzatore, programmazione, tastiera
- Larry Goldings - organo Hammond, pianoforte
- London Session Orchestra, Davide Rossi - archi
- Jim Gilstrap, Phillip Ingram, Alfie Silas - cori